# Craig Ricci Shaynak
Craig Ricci Shaynak (ur. 1969) – amerykański aktor.

## Filmografia
- The Informant!
- Ciężkie czasy
- Happy Feet: Tupot małych stóp
- Noc w muzeum
- One Night With the King
- Cowboys & Indians
- Mr. Fizzywigg's Story Factory
- Stealing Buffalo
- Gardner Stages
- Cowboys & Indians; Dot Not Feather
- Fat, Bald & Loud
- Ja w kapeli (jako Dan)